# 299 (číslo)
Dvě stě devadesát devět je přirozené číslo, které následuje po čísle dvě stě devadesát osm a předchází číslu tři sta. Římskými číslicemi se zapisuje CCXCIX a řeckými číslicemi σϟθ.

## Matematika
299 je:
- Poloprvočíslo
- Nešťastné číslo
- Nepříznivé číslo

## Astronomie
- (299) Thora je planetka hlavního pásu, kterou objevil v roce 1890 Johann Palisa

## Doprava
- Silnice II/299 je česká silnice II. třídy vedoucí na traseTřebechovice pod Orebem – Libřice peáž se silnicí I/294 – Jaroměř peáž se silnicí I/37 - Choustníkovo Hradiště – Dvůr Králové nad Labem – Horní Debrné[1][2][3][4]

## Ostatní
- +299 je mezinárodní telefonní předvolba Grónska

## Roky
- 299
- 299 př. n. l.